# Jürgen Nöldner
Jürgen Nöldner, né le 22 février 1941 à Berlin (Allemagne) et mort le 21 novembre 2022 dans la même ville, est un footballeur international est-allemand.

## Biographie
Jürgen Nöldner est le fils d'un résistant allemand, Erwin Nöldner (de), guillotiné par les Nazis en 1944.
En tant que milieu de terrain, il est international est-allemand à 30 reprises (1960-1969) pour 16 buts.
Il participe aux Jeux olympiques de 1964 avec l’équipe unifiée d'Allemagne : il ne joue pas contre l’Iran, est titulaire contre la Roumanie, contre le Mexique (un but à 64e minute), contre la Yougoslavie, contre la Tchécoslovaquie (un but à 25e minute) et contre l’Égypte. Il remporte la médaille de bronze.
Il joue toute sa carrière au FC Viktoria Francfort, de 1959 à 1973. Il remporte cinq championnats de RDA, une coupe de RDA et une D2 est-allemande. En 1966, il est récompensé du titre de Footballeur est-allemand de l'année. En conséquence, il est surnommé le « Puskás de la RDA ».
Après sa fin de carrière de footballeur, il devient journaliste sportif. Il crée le Neue Fußballwoche, qui existe de 1984 à 1990. De 1990 à 2006, il travaille pour le Kicker Sportmagazin.

## Clubs
- 1959-1973 :  FC Viktoria Francfort

## Palmarès
- Championnat de RDA de football
  - Champion en 1960, en 1962, en 1965, en 1966 et en 1969
  - Vice-champion en 1959 et en 1970

- Championnat de RDA de football D2
  - Champion en 1973

- Coupe d'Allemagne de l'Est de football
  - Vainqueur en 1970

- Jeux olympiques
  - Médaille de bronze en 1964

- Footballeur est-allemand de l'année
  - Meilleur joueur en 1966